# Rosettbrosklav
Rosettbrosklav (Ramalina fastigiata) är en lavart som först beskrevs av Christiaan Hendrik Persoon, och fick sitt nu gällande namn av Erik Acharius. Rosettbrosklav ingår i släktet Ramalina och familjen Ramalinaceae.  Arten är reproducerande i Sverige. Inga underarter finns listade i Catalogue of Life.

## Källor

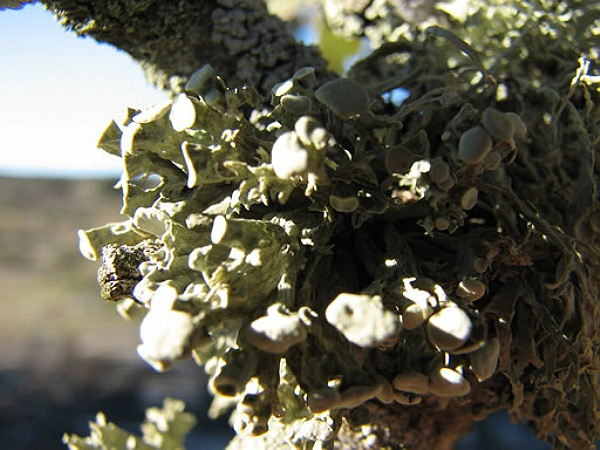